# Teodulf
Teodulf – imię męskie pochodzenia germańskiego. Wśród świętych — św. Teodulf, rekluz z Trewiru (28, 30 kwietnia, 1 lub 2 maja), Teodulf, opat z Saint-Thierry-au-Mont-d'Or († ok. 590), Teodulf, opat z Lobbes (24, 25 czerwca).
Teodulf imieniny obchodzi 17 lutego, 4 kwietnia, 2 maja, 3 maja, 23 czerwca i 12 września.
Znane osoby:
- Teodulf z Orleanu – biskup katolicki, teolog i poeta.